# Kamienica Scheiblerów w Łodzi
Kamienica Karola Scheiblera – budynek znajdujący się przy ul. Piotrkowskiej 11 w Łodzi. Wybudowany został jako siedziba Składu Głównego przedsiębiorstwa Scheiblera.

## Historia

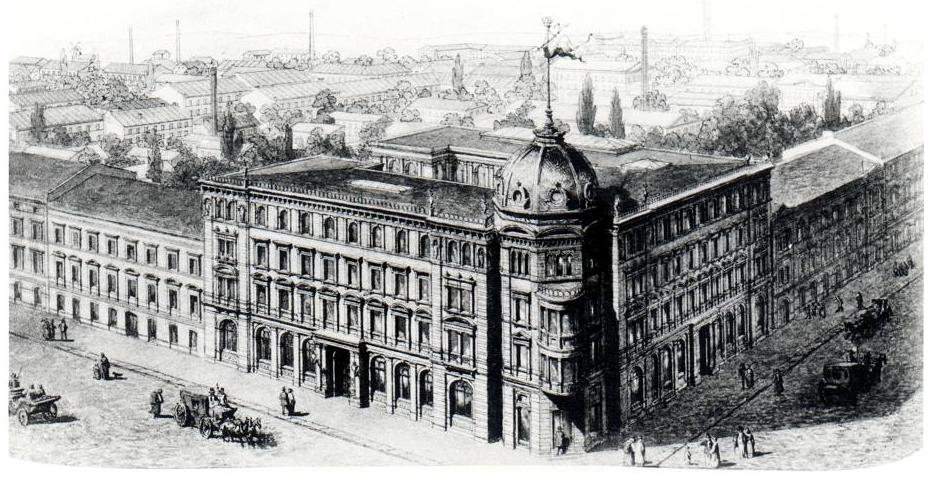
Kamienica – widok z XIX wieku

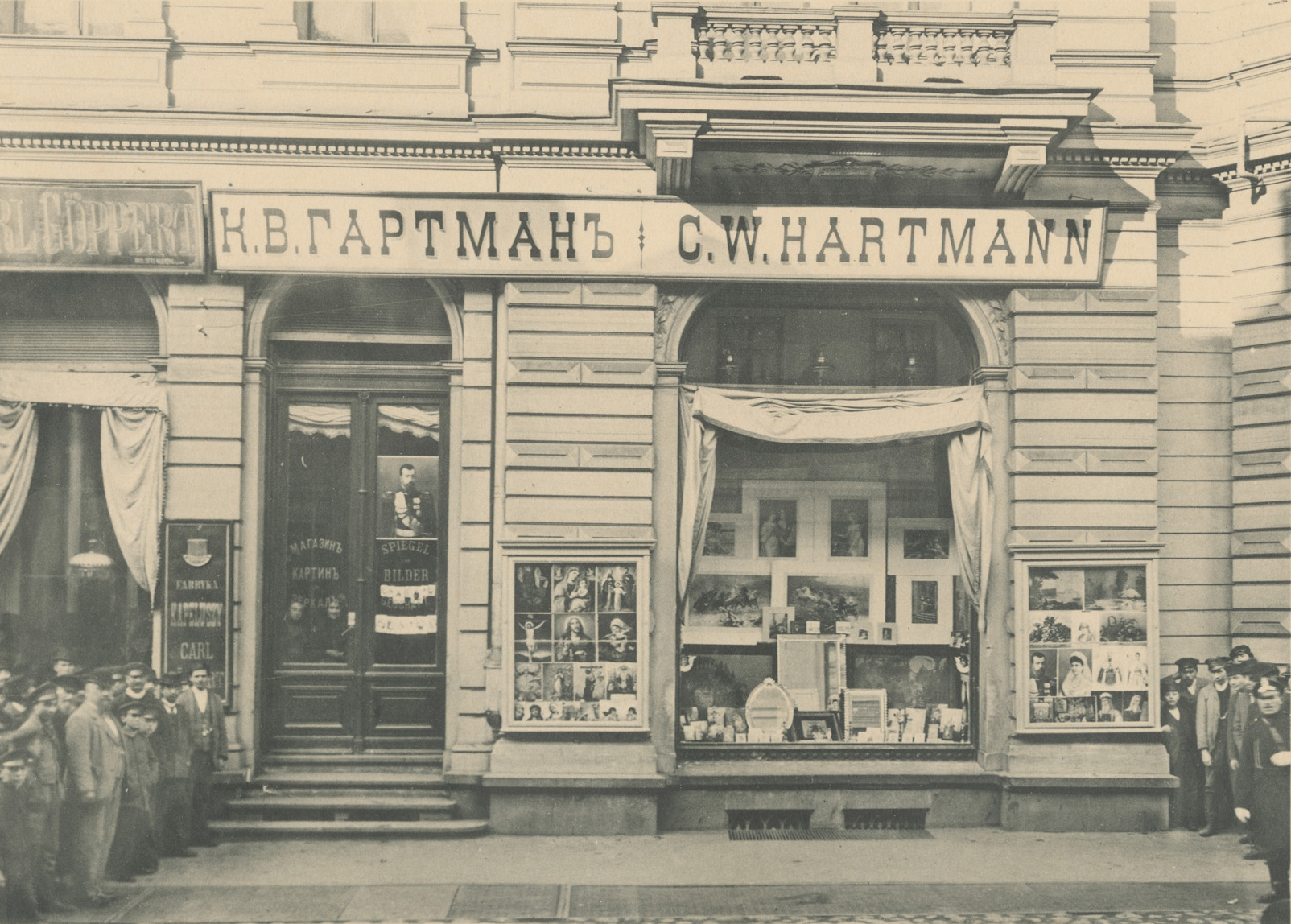
Witryna sklepu na parterze kamienicy, lata 90. XIX wieku, fot. Bronisław Wilkoszewski

Budynek powstał w latach 1880–1882 u zbiegu ulic Piotrkowskiej i Próchnika. Autorem projektu był Hilary Majewski, chociaż wzbudza to wątpliwości. W kamienicy pierwotnie mieścił się skład towarów fabryki Karola Scheiblera, mieściły się tam również sklepy, agendy innych przedsiębiorstw oraz luksusowe mieszkania. W latach 90. XIX w. w kamienicy istniała filia warszawskiej fabryki wyrobów platerowych „Norblin i Spółka”, następnie sklep z kapeluszami przedsiębiorstwa Karola Gopperta, a od 1911 na posesji znajdowała się drukarnia „kuriera Łódzkiego”. W 1927 kamienicę kupiła Kasa Emerytalno-Pożyczkowa Kolei Elektrycznych Łódzkich.

## Architektura
Okazały czteropiętrowy budynek, zbudowany został na planie litery U, dwa potężne skrzydła rozchodzące się pod kątem około 90° połączone zostały narożną wieżą ozdobioną okrągłym wykuszem i zakończoną ośmioboczną kopułą z wieńczącym ją ozdobnym masztem. Trzeci bok tworzy oficyna. Na elewacji kamienicy można dostrzec ozdobne motywy neorenesansowe i neobarokowe. Całość robi wrażenie budowli wzorowanej na włoskim renesansie. Był to pierwszy tak okazały budynek w mieście.
Kamienica została wpisana do rejestru zabytków nieruchomych województwa łódzkiego 20 stycznia 1971, z numerem 63.